# Рефожуш-де-Башту
Рефожуш-де-Башту (порт. Refojos de Basto; МФА: [ʁɨ.ˈfo.ʒuʒ dɨ ˈbaʃ.tu]) — парафія в Португалії, у муніципалітеті Кабесейраш-де-Башту. Розташована в північно-західній частині країни, на теренах історичної португальської провінції Дору-Міню. Входить до складу округу Брага. За адміністративним поділом, чинним до 1976 року, терени парафії були складовою провінції Міню. Належить до Бразької архідіоцезії Католицької церкви. Патрон — святий Михаїл. Площа — 14,0253 км². Населення — 4680 ос. (2011). Слабо урбанізований регіон. Густота населення — 333,68 осіб/км²
. Код — 030414.

## Населення
| Кількість мешканців | Кількість мешканців | Кількість мешканців | Кількість мешканців | Кількість мешканців | Кількість мешканців | Кількість мешканців | Кількість мешканців | Кількість мешканців | Кількість мешканців | Кількість мешканців | Кількість мешканців | Кількість мешканців | Кількість мешканців | Кількість мешканців |
| ------------------- | ------------------- | ------------------- | ------------------- | ------------------- | ------------------- | ------------------- | ------------------- | ------------------- | ------------------- | ------------------- | ------------------- | ------------------- | ------------------- | ------------------- |
| 1864                | 1878                | 1890                | 1900                | 1911                | 1920                | 1930                | 1940                | 1950                | 1960                | 1970                | 1981                | 1991                | 2001                | 2011                |
| 2 842               | 2 768               | 2 862               | 3 076               | 3 407               | 2 941               | 2 999               | 3 578               | 3 987               | 4 009               | 3 450               | 3 728               | 3 153               | 4 445               | 4 680               |